# Sant Joan d'Albera (església)
Sant Joan d'Albera és l'església parroquial del poble nord-català de Sant Joan d'Albera, al Vallespir. Actualment és l'única església parroquial de la comuna de l'Albera, ja que la de Sant Martí ja no té la categoria d'església parroquial i, a més, és de propietat privada.

## Història
El primer esment de Sant Joan Evangelista d'Albera és del 1089, quan Adalaisa i el seu fill Arnau, levita, donen un mas del terme de Sant Joan d'Albera al monestir de Santa Maria del Vilar, de Vilallonga dels Monts, al Rosselló, que era una dependència del priorat de canonges agustinians de Santa Maria de Lledó, del poble de Lledó, a l'Alt Empordà. El 1180 era la mateixa església de Sant Joan qui era donada al mateix monestir i priorat. Tanmateix, no consta com a parròquia fins al segle xvii, quan un precepte del bisbe d'Elna destina a les dues parròquies de l'Albera el que havia estat rector de la Clusa, a causa de la seva adat avançada.

## Arquitectura
L'església de Sant Joan d'Albera és d'una sola nau amb capçalera i dues capelles a llevant, en forma de creuer estroncat. El fet que el costat de la capçalera està del tot envoltat per altres construccions fa molt difícil de reconèixer bé aquell sector. A més, tot el conjunt de l'edifici està arrebossat.
La nau presenta dos sectors: el de ponent té totes les traces de ser altmedieval, mentre que el de llevant és clarament posterior. La part occidental té volta de canó seguida, lleugerament ultrapassada, amb un arc toral sobre pilars adossats a l'extrem oriental, que enllaça amb l'altra meitat de l'església. La meitat est té volta apuntada seguida. Les capelles, tot i ser posteriors, es fan difícils de datar. Tanca la capçalera un retaule barroc. Tot fa pensar que aquesta part de l'església és una ampliació de l'anterior, que s'aconseguí eliminant la capçalera primitiva.
La porta, del segle xix, és a la façana nord, a prop de l'extrem occidental. Hi ha un campanar quadrangular sobre l'extrem de ponent de la nau; és molt més tardà que la nau on s'assenta. Al mur de migdia hi ha una finestra d'una sola esqueixada i arc de mig punt, clarament prerromànica. Vora de l'angle sud-oest de l'església, obrint-se sobre el cementiri, hi ha la porta primitiva, romànica, amb arc de mig punt fet per dovelles petites, curtes i amples, de pedres sorrenques. Es pot veure perquè hi ha caigut part de l'arrebossat. La part més antiga de l'església és del segle x o XI.